# Schwarzenbach (Nonnweiler)
Schwarzenbach ist ein Ortsteil und Gemeindebezirk der Gemeinde Nonnweiler im Landkreis St. Wendel (Saarland). Bis Ende 1973 war Schwarzenbach eine eigenständige Gemeinde.

## Geschichte
Erstmals erwähnt wird Swarcenbach im Jahr 1364. Nach zuvor 500-jähriger Zugehörigkeit zur Herrschaft Eberswald (bis 1798) war Schwarzenbach von 1817 bis 1937 Teil des zum Großherzogtum Oldenburg gehörenden Fürstentum Birkenfeld. Nach dem Zweiten Weltkrieg kam es zum Kreis St. Wendel. Durch die Gebietsreform wurde Schwarzenbach am 1. Januar 1974 zum Ortsteil der Gemeinde Nonnweiler.
Archäologische Funde lassen auf eine Besiedlung des Gebietes durch Kelten ab dem 5. und 4. Jahrhundert v. Chr. schließen.
Aus zahlreichen Grabhügeln und Flachgräberfeldern der Eisenzeit stechen die beiden 1849 zufällig entdeckten „Fürstengrabhügel“ hervor. Beide Grabhügel beinhalteten jeweils eine männliche Bestattung mit zahlreichen Beigaben an Waffen, importierten etruskischen und keltischen Metallgefäßen und Goldschmuck.
Die Grabhügel wurden in Sichtweite der keltischen Festungsanlage, dem Ringwall von Otzenhausen angelegt, was einer gängigen Tradition jener Zeit entspricht. Die Machthaber oder Fürsten wurden in der Nähe ihrer Machtzentren (hier 2 Kilometer Entfernung) bestattet.
Der 1984 getätigte Fund einer importierten Weinamphora des 1. Jahrhunderts v. Chr. lässt auf ein mehrere Jahrhunderte dauerndes Fortleben der keltischen Adelsnekropole schließen. Zu jener Zeit wurde die Festung im Rahmen der römischen Okkupation aufgegeben und eine Neusiedlung zu Füßen der Festung in der Schwarzenbacher Flur „Spätzrech“ gegründet.
Die Kirche St. Katharina (Schwarzenbach) wurde 1876 erbaut.